# Brescia Calcio 2001-2002
Questa voce raccoglie le informazioni riguardanti il Brescia Calcio nelle competizioni ufficiali della stagione 2001-2002.

## Stagione

Uno dei momenti-simbolo della stagione bresciana: la corsa del tecnico Carlo Mazzone sotto la curva atalantina nel derby Lombardo del 30 settembre 2001, pareggiato 3-3 dalle rondinelle nei minuti di recupero.

Nella stagione 2001-2002 il Brescia disputa il diciottesimo campionato di Serie A della sua storia, classificandosi al tredicesimo posto.
Sempre allenate da Carlo Mazzone le rondinelle hanno raggiunto le semifinali della Coppa Italia, ottenendo il miglior piazzamento di sempre in questa competizione, eliminando il Como negli ottavi di finale, la Roma nei quarti e mancando la finale, avendo perso il doppio confronto con il Parma nella semifinale.
Il Brescia disputa anche la Coppa Intertoto giungendo fino alla finale, dove è stato superato dal Paris Saint-Germain, ottenendo due pareggi, 0-0 a Parigi e 1-1 in casa, e non riuscendo a qualificarsi per la Coppa UEFA 2001-2002.
Sul fronte del mercato sono da segnalare l'ingaggio del fuoriclasse e nazionale spagnolo Josep Guardiola, che si accasa al Brescia dopo 11 stagioni di fila al Barcellona, e l'ingaggio di Luca Toni dal Vicenza per 30 miliardi di lire, l'acquisto più oneroso di sempre per il Brescia.
Il miglior marcatore della stagione è stato Luca Toni con 14 reti (13 in campionato e 1 in coppa Italia). La stagione è stata funestata dalla scomparsa del difensore Vittorio Mero, vittima di un incidente stradale il 23 gennaio del 2002, poche ore prima della gara di semifinale della Coppa Italia tra Parma e Brescia.

## Divise e sponsor
Il fornitore di materiale tecnico per la stagione 2001-2002 è stato Garman, mentre lo sponsor ufficiale è stato la Banca Lombarda.
| 1ª divisa | 2ª divisa |

## Rosa
| N. |                      | Ruolo | Calciatore            |
| -- | -------------------- | ----- | --------------------- |
| 1  | Italia (bandiera)    | P     | Luca Castellazzi      |
| 2  | Italia (bandiera)    | D     | Aimo Diana            |
| 3  | Italia (bandiera)    | D     | Daniele Bonera        |
| 4  | Italia (bandiera)    | D     | Fabio Petruzzi        |
| 5  | Italia (bandiera)    | D     | Alessandro Calori     |
| 6  | Polonia (bandiera)   | D     | Marek Koźmiński       |
| 7  | Italia (bandiera)    | C     | Massimiliano Esposito |
| 8  | Italia (bandiera)    | C     | Federico Giunti       |
| 9  | Italia (bandiera)    | A     | Luca Toni             |
| 10 | Italia (bandiera)    | A     | Roberto Baggio        |
| 11 | Albania (bandiera)   | A     | Igli Tare             |
| 12 | Rep. Ceca (bandiera) | P     | Pavel Srníček         |
| 13 | Italia (bandiera)    | D     | Vittorio Mero         |
| 14 | Italia (bandiera)    | D     | Dario Dainelli        |
| 15 | Argentina (bandiera) | C     | Andrés Yllana         |
| 16 | Italia (bandiera)    | P     | Federico Agliardi     |
| 17 | Italia (bandiera)    | C     | Emanuele Filippini    |
| 18 | Italia (bandiera)    | C     | Antonio Filippini     |

| N. |                      | Ruolo | Calciatore            |
| -- | -------------------- | ----- | --------------------- |
| 19 | Austria (bandiera)   | C     | Markus Schopp         |
| 20 | Italia (bandiera)    | D     | Andrea Sussi          |
| 21 | Italia (bandiera)    | C     | Jonathan Bachini      |
| 22 | Italia (bandiera)    | C     | Roberto Guana         |
| 23 | Italia (bandiera)    | C     | Jonathan Binotto      |
| 23 | Uruguay (bandiera)   | C     | Alejandro Correa      |
| 24 | Italia (bandiera)    | C     | Simone Del Nero       |
| 24 | Italia (bandiera)    | D     | Amedeo Mangone        |
| 25 | Cile (bandiera)      | A     | Mario Salgado         |
| 26 | Italia (bandiera)    | D     | Roberto Cortellini    |
| 27 | Argentina (bandiera) | A     | Raúl Alberto González |
| 28 | Spagna (bandiera)    | C     | Josep Guardiola       |
| 29 | Italia (bandiera)    | A     | Andrea Caracciolo     |
| 30 | Lituania (bandiera)  | D     | Marius Stankevičius   |
| 31 | Italia (bandiera)    | P     | Mauro Bacchin         |
|    | Italia (bandiera)    | D     | Alessio Baresi        |
|    | Italia (bandiera)    | C     | Graziano Beltrami     |

## Calciomercato

### Sessione autunnale
| Acquisti | Acquisti         | Acquisti | Acquisti   |
| R.       | Nome             | da       | Modalità   |
| -------- | ---------------- | -------- | ---------- |
| D        | Andrea Sussi     | Genoa    | definitivo |
| C        | Jonathan Bachini | Parma    | prestito   |

| Cessioni | Cessioni        | Cessioni   | Cessioni   |
| R.       | Nome            | a          | Modalità   |
| -------- | --------------- | ---------- | ---------- |
| D        | Aimo Diana      | Parma      | prestito   |
| D        | Marek Koźmiński | Ancona     | definitivo |
| D        | Alessio Baresi  | Mestre     | definitivo |
| C        | Simone Del Nero | Livingston | prestito   |

### Sessione invernale
| Acquisti | Acquisti            | Acquisti | Acquisti   |
| R.       | Nome                | da       | Modalità   |
| -------- | ------------------- | -------- | ---------- |
| D        | Amedeo Mangone      | Parma    | prestito   |
| D        | Marius Stankevičius | Ekranas  | definitivo |
| C        | Jonathan Binotto    | Chievo   | definitivo |

| Cessioni | Cessioni              | Cessioni    | Cessioni   |
| R.       | Nome                  | a           | Modalità   |
| -------- | --------------------- | ----------- | ---------- |
| D        | Dario Dainelli        | Verona      | definitivo |
| C        | Alejandro Correa      | Fermana     | definitivo |
| C        | Massimiliano Esposito | Chievo      | definitivo |
| C        | Graziano Beltrami     | Montichiari | definitivo |
| A        | Raúl Alberto González | Crotone     | definitivo |

## Risultati

### Serie A

#### Girone di andata
| Arbitro: | Collina (Viareggio) |

|               |           |                                 |
| Tare 37’, 41’ | Marcatori | 49’ Brocchi 63’ (rig.) Ševčenko |

| Arbitro: | Rodomonti (Teramo) |

|                  |           |                                   |
| C. Lucarelli 30’ | Marcatori | 9’, 67’ Tare 88’ (rig.) R. Baggio |

| Arbitro: | Saccani (Mantova) |

|               |           |               |
| R. Baggio 93’ | Marcatori | 12’ Chevanton |

| Arbitro: | Trentalange (Torino) |

|            |           |  |
| Nakata 87’ | Marcatori |  |

| Arbitro: | Collina (Viareggio) |

|                         |           |                                 |
| R. Baggio 24’, 75’, 92’ | Marcatori | 27’ Sala 30’ Doni 45’ Comandini |

| Roma 19 dicembre 2001 6ª giornata | Roma               | 0 – 0 referto | Brescia | Stadio Olimpico (51 228 spett.)\| Arbitro: \| Tombolini (Ancona) \| |
| Arbitro:                          | Tombolini (Ancona) |               |         |                                                                     |

| Arbitro: | Tombolini (Ancona) |

|                                |           |                              |
| R. Baggio 60’ (rig.) Sussi 83’ | Marcatori | 10’ Marazzina 77’ F. Cossato |

| Arbitro: | Cesari (Genova) |

|  |           |               |
|  | Marcatori | 19’ R. Baggio |

| Arbitro: | Pieri (Genova) |

|                                    |           |                                   |
| R. Baggio 50’ (rig.) Toni 63’, 79’ | Marcatori | 55’ Magallanes 89’ (rig.) Maniero |

| Arbitro: | Trentalange (Torino) |

|                                                  |           |  |
| Crespo 6’, 32’, 77’ S. Inzaghi 39’ Stankovic 62’ | Marcatori |  |

| Arbitro: | Collina (Viareggio) |

|                     |           |         |
| Zé Maria 19’ (rig.) | Marcatori | 7’ Toni |

| Arbitro: | Pellegrino (Barcellona Pozzo di Gotto) |

|                             |           |  |
| Giunti 15’ A. Filippini 29’ | Marcatori |  |

| Arbitro: | Rodomonti (Teramo) |

|                |           |  |
| Frick 19’, 46’ | Marcatori |  |

| Arbitro: | Rodomonti (Teramo) |

|          |           |                               |
| Tare 20’ | Marcatori | 18’ Ronaldo 63’, 78’ C. Vieri |

| Arbitro: | Pieri (Genova) |

|          |           |  |
| Ganz 92’ | Marcatori |  |

| Arbitro: | De Santis (Tivoli) |

|  |           |                                                    |
|  | Marcatori | 30’ Trezeguet 41’ Del Piero 56’ Ferrara 70’ Davids |

| Arbitro: | Palmieri (Cosenza) |

|                               |           |          |
| Petruzzi 10’ (aut.) Nervo 29’ | Marcatori | 43’ Toni |

#### Girone di ritorno
| Milano 13 gennaio 2002 18ª giornata | Milan               | 0 – 0 referto | Brescia | Stadio Giuseppe Meazza (52 233 spett.)\| Arbitro: \| Borriello (Mantova) \| |
| Arbitro:                            | Borriello (Mantova) |               |         |                                                                             |

| Arbitro: | Pellegrino (Barcellona Pozzo di Gotto) |

|            |           |                             |
| Yllana 52’ | Marcatori | 82’ Ferrante 87’ Vergassola |

| Arbitro: | Gabriele (Frosinone) |

|               |           |                               |
| Chevanton 27’ | Marcatori | 6’, 65’ Toni 89’ E. Filippini |

| Arbitro: | Paparesta (Bari) |

|          |           |                                     |
| Toni 68’ | Marcatori | 4’ Micoud 7’ Sukur 19’, 94’ Di Vaio |

| Bergamo 10 febbraio 2002 22ª giornata | Atalanta            | 0 – 0 referto | Brescia | Stadio Atleti Azzurri d'Italia (18 807 spett.)\| Arbitro: \| Borriello (Mantova) \| |
| Arbitro:                              | Borriello (Mantova) |               |         |                                                                                     |

| Brescia 17 febbraio 2002 23ª giornata | Brescia          | 0 – 0 referto | Roma | Stadio Mario Rigamonti (13 629 spett.)\| Arbitro: \| Bertini (Arezzo) \| |
| Arbitro:                              | Bertini (Arezzo) |               |      |                                                                          |

| Arbitro: | Pellegrino (Barcellona Pozzo di Gotto) |

|             |           |          |
| Corradi 34’ | Marcatori | 81’ Toni |

| Arbitro: | Borriello (Mantova) |

|                     |           |                        |
| Caracciolo 59’, 72’ | Marcatori | 62’ Sommese 69’ Hubner |

| Arbitro: | Trentalange (Torino) |

|                |           |                               |
| Magallanes 41’ | Marcatori | 55’ (rig.) Giunti 58’ Salgado |

| Arbitro: | Treossi (Forlì) |

|                   |           |            |
| Yllana 90’ (rig.) | Marcatori | 56’ Crespo |

| Arbitro: | Tombolini (Ancona) |

|                    |           |  |
| Toni 10’, 28’, 44’ | Marcatori |  |

| Arbitro: | Braschi (Prato) |

|                               |           |                           |
| Marcos Paulo 9’ Sosa 14’, 47’ | Marcatori | 17’ Bachini 90’ Guardiola |

| Brescia 7 aprile 2002 30ª giornata | Brescia         | 0 – 0 referto | Verona | Stadio Mario Rigamonti (14 989 spett.)\| Arbitro: \| Treossi (Forlì) \| |
| Arbitro:                           | Treossi (Forlì) |               |        |                                                                         |

| Arbitro: | Rosetti (Torino) |

|                  |           |                      |
| Ronaldo 79’, 83’ | Marcatori | 29’ (rig.) Guardiola |

| Arbitro: | Gabriele (Frosinone) |

|                             |           |  |
| Toni 36’ R. Baggio 73’, 87’ | Marcatori |  |

| Arbitro: | Racalbuto (Gallarate) |

|                                           |           |  |
| Trezeguet 8’, 76’, 89’ Del Piero 71’, 80’ | Marcatori |  |

| Arbitro: | Collina (Viareggio) |

|                                    |           |  |
| Bachini 48’ R. Baggio 65’ Toni 88’ | Marcatori |  |

### Coppa Italia

#### Fase finale
| Arbitro: | Racalbuto (Gallarate) |

|           |           |  |
| Taldo 22’ | Marcatori |  |

| Arbitro: | Nucini (Bergamo) |

|                                                   |                      |                                  |
| Tare 6’                                           | Marcatori            |                                  |
| A. Filippini Calori E. Filippini Kozminski Yllana | Tiri di rigore 5 – 3 | Fresta Colacone Corrent O. Brevi |

| Arbitro: | Tombolini (Ancona) |

|  |           |            |
|  | Marcatori | 83’ Schopp |

| Arbitro: | Pellegrino (Barcellona Pozzo di Gotto) |

|                                     |           |  |
| A. Filippini 6’ Schopp 27’ Toni 71’ | Marcatori |  |

| Arbitro: | Cesari (Genova) |

|                           |           |  |
| Nakata 55’ Marchionni 62’ | Marcatori |  |

| Arbitro: | Saccani (Mantova) |

|                               |           |               |
| Giunti 68’ (rig.) Salgado 72’ | Marcatori | 49’ Bonazzoli |

### Coppa Intertoto
| Arbitro: | Tokat |

|                       |           |           |
| Salgado 23’ Guana 31’ | Marcatori | 34’ Tüske |

| Arbitro: | Albrecht |

|             |           |           |
| Kincses 67’ | Marcatori | 42’ Guana |

| Arbitro: | Kapitanis |

|           |           |                               |
| Laibl 90’ | Marcatori | 58’ Del Nero 83’ E. Filippini |

| Arbitro: | Corpodean |

|                           |           |                            |
| Tare 33’ A. Filippini 72’ | Marcatori | 1’ Velkoborsky 58’ Pazdera |

| Parigi 7 agosto 2001, ore 20:30 CEST Finale - Andata | Paris Saint-Germain | 0 – 0 referto | Brescia | Parco dei Principi (35 000 spett.)\| Arbitro: \| McCurry \| |
| Arbitro:                                             | McCurry             |               |         |                                                             |

| Arbitro: | Mejuto Gonzales |

|                      |           |             |
| R. Baggio 80’ (rig.) | Marcatori | 75’ Aloisio |

## Statistiche

### Statistiche di squadra
| Competizione    | Punti | In casa | In casa | In casa | In casa | In casa | In casa | In trasferta | In trasferta | In trasferta | In trasferta | In trasferta | In trasferta | Totale | Totale | Totale | Totale | Totale | Totale | DR |
| Competizione    | Punti | G       | V       | N       | P       | Gf      | Gs      | G            | V            | N            | P            | Gf           | Gs           | G      | V      | N      | P      | Gf     | Gs     | DR |
| --------------- | ----- | ------- | ------- | ------- | ------- | ------- | ------- | ------------ | ------------ | ------------ | ------------ | ------------ | ------------ | ------ | ------ | ------ | ------ | ------ | ------ | -- |
| Serie A         | 40    | 17      | 5       | 8       | 4       | 28      | 26      | 17           | 4            | 5            | 8            | 15           | 26           | 34     | 9      | 13     | 12     | 43     | 52     | -9 |
| Coppa Italia    |       | 3       | 3       | 0       | 0       | 6       | 1       | 3            | 1            | 0            | 2            | 1            | 3            | 6      | 4      | 0      | 2      | 7      | 4      | +3 |
| Coppa Intertoto |       | 3       | 1       | 2       | 0       | 5       | 4       | 3            | 1            | 2            | 0            | 3            | 2            | 6      | 2      | 4      | 0      | 8      | 6      | +2 |
| Totale          |       | 23      | 9       | 10      | 4       | 39      | 31      | 23           | 6            | 7            | 10           | 19           | 31           | 46     | 15     | 17     | 14     | 58     | 62     | -4 |

### Statistiche dei giocatori[17]
Sono in corsivo i calciatori che hanno lasciato la società a stagione in corso.
| Giocatore       | Serie A  | Serie A | Serie A     | Serie A    | Coppa Italia | Coppa Italia | Coppa Italia | Coppa Italia | Coppa Intertoto | Coppa Intertoto | Coppa Intertoto | Coppa Intertoto | Totale   | Totale | Totale      | Totale     |
| Giocatore       | Presenze | Reti    | Ammonizioni | Espulsioni | Presenze     | Reti         | Ammonizioni  | Espulsioni   | Presenze        | Reti            | Ammonizioni     | Espulsioni      | Presenze | Reti   | Ammonizioni | Espulsioni |
| --------------- | -------- | ------- | ----------- | ---------- | ------------ | ------------ | ------------ | ------------ | --------------- | --------------- | --------------- | --------------- | -------- | ------ | ----------- | ---------- |
| L. Castellazzi  | 34       | -51     | 1           | 0          | 3            | -1           | 0            | 0            | 4               | -4              | 0               | 0               | 41       | -56    | 1           | 0          |
| A. Diana        | 2        | 0       | 0           | 0          | 0            | 0            | 0            | 0            | 4               | 0               | 1               | 0               | 6        | 0      | 1           | 0          |
| D. Bonera       | 29       | 0       | 6           | 3          | 4            | 0            | 2            | 0            | 4               | 0               | 1               | 0               | 37       | 0      | 9           | 3          |
| F. Petruzzi     | 29       | 0       | 11          | 0          | 4            | 0            | 2            | 1            | 3               | 0               | 2               | 0               | 36       | 0      | 15          | 1          |
| A. Calori       | 32       | 0       | 5           | 1          | 6            | 0            | 1            | 0            | 3               | 0               | 1               | 0               | 41       | 0      | 7           | 1          |
| M. Koźmiński    | 5        | 0       | 1           | 0          | 2            | 0            | 0            | 0            | 3               | 0               | 0               | 0               | 10       | 0      | 1           | 0          |
| M. Esposito     | 15       | 0       | 3           | 0          | 1            | 0            | 0            | 0            | 2               | 0               | 0               | 0               | 18       | 0      | 3           | 0          |
| F. Giunti       | 27       | 2       | 5           | 0          | 3            | 1            | 1            | 0            | 3               | 0               | 1               | 0               | 33       | 3      | 7           | 0          |
| L. Toni         | 28       | 13      | 7           | 0          | 4            | 1            | 0            | 0            | 2               | 0               | 0               | 0               | 34       | 14     | 7           | 0          |
| R. Baggio       | 12       | 11      | 0           | 0          | 1            | 0            | 0            | 0            | 2               | 1               | 1               | 0               | 15       | 12     | 1           | 0          |
| I. Tare         | 25       | 5       | 3           | 0          | 5            | 1            | 0            | 0            | 3               | 1               | 1               | 0               | 33       | 7      | 4           | 0          |
| L. Toni         | 28       | 13      | 7           | 0          | 4            | 1            | 0            | 0            | 2               | 0               | 0               | 0               | 34       | 14     | 7           | 0          |
| P. Srníček      | 1        | -1      | 0           | 0          | 3            | -3           | 0            | 0            | 0               | 0               | 0               | 0               | 4        | -4     | 0           | 0          |
| V. Mero         | 8        | 0       | 0           | 0          | 3            | 0            | 0            | 0            | 5               | 0               | 1               | 0               | 16       | 0      | 1           | 0          |
| D. Dainelli     | 5        | 0       | 1           | 0          | 3            | 0            | 1            | 0            | 0               | 0               | 0               | 0               | 8        | 0      | 2           | 0          |
| A. Yllana       | 25       | 2       | 6           | 0          | 6            | 0            | 0            | 0            | 3               | 0               | 1               | 0               | 34       | 2      | 7           | 0          |
| F. Agliardi     | 0        | 0       | 0           | 0          | 0            | 0            | 0            | 0            | 2               | -2              | 0               | 0               | 2        | -2     | 0           | 0          |
| E. Filippini    | 29       | 1       | 9           | 0          | 5            | 0            | 2            | 0            | 3               | 1               | 1               | 0               | 37       | 2      | 12          | 0          |
| A. Filippini    | 32       | 1       | 9           | 0          | 5            | 1            | 1            | 0            | 4               | 1               | 1               | 0               | 41       | 3      | 11          | 0          |
| M. Schopp       | 20       | 0       | 3           | 0          | 4            | 2            | 2            | 0            | 0               | 0               | 0               | 0               | 24       | 2      | 5           | 0          |
| A. Sussi        | 30       | 1       | 8           | 5          | 0            | 0            | 0            | 0            | 0               | 0               | 0               | 0               | 30       | 1      | 8           | 5          |
| J. Bachini      | 9        | 2       | 1           | 0          | 0            | 0            | 0            | 0            | 0               | 0               | 0               | 0               | 9        | 2      | 1           | 0          |
| R. Guana        | 13       | 0       | 2           | 0          | 5            | 0            | 0            | 0            | 4               | 2               | 1               | 0               | 22       | 2      | 3           | 0          |
| J. Binotto      | 11       | 0       | 0           | 0          | 1            | 0            | 0            | 0            | 0               | 0               | 0               | 0               | 12       | 0      | 0           | 0          |
| A. Correa       | 2        | 0       | 0           | 0          | 2            | 0            | 0            | 0            | 3               | 0               | 1               | 0               | 7        | 0      | 1           | 0          |
| S. Del Nero     | 0        | 0       | 0           | 0          | 0            | 0            | 0            | 0            | 5               | 1               | 0               | 0               | 5        | 1      | 0           | 0          |
| A. Mangone      | 17       | 0       | 2           | 0          | 0            | 0            | 0            | 0            | 0               | 0               | 0               | 0               | 17       | 0      | 2           | 0          |
| M. Salgado      | 10       | 1       | 1           | 0          | 4            | 1            | 0            | 0            | 4               | 1               | 0               | 0               | 18       | 3      | 1           | 0          |
| R. Cortellini   | 0        | 0       | 0           | 0          | 0            | 0            | 0            | 0            | 2               | 0               | 0               | 0               | 2        | 0      | 0           | 0          |
| R. A. González  | 0        | 0       | 0           | 0          | 3            | 0            | 0            | 0            | 0               | 0               | 0               | 0               | 3        | 0      | 0           | 0          |
| J. Guardiola    | 11       | 2       | 2           | 0          | 1            | 0            | 1            | 0            | 0               | 0               | 0               | 0               | 12       | 2      | 3           | 0          |
| A. Caracciolo   | 7        | 2       | 2           | 0          | 1            | 0            | 0            | 0            | 3               | 0               | 0               | 0               | 11       | 2      | 2           | 0          |
| M. Stankevicius | 2        | 0       | 0           | 0          | 0            | 0            | 0            | 0            | 0               | 0               | 0               | 0               | 2        | 0      | 0           | 0          |
| M. Bacchin      | 0        | 0       | 0           | 0          | 0            | 0            | 0            | 0            | 0               | 0               | 0               | 0               | 0        | 0      | 0           | 0          |
| A. Baresi       | 0        | 0       | 0           | 0          | 0            | 0            | 0            | 0            | 0               | 0               | 0               | 0               | 0        | 0      | 0           | 0          |
| G. Beltrami     | 0        | 0       | 0           | 0          | 0            | 0            | 0            | 0            | 0               | 0               | 0               | 0               | 0        | 0      | 0           | 0          |